# ویمبورن سنک گیلس
ویمبورن سنک گیلس (به انگلیسی: Wimborne St Giles) یک روستا و محله مدنی در بریتانیا است که در East Dorset واقع شده‌است. ویمبورن سنک گیلس ۳۶۶ نفر جمعیت دارد.